# Мехмет Куртулуш
Мехмет Куртулуш (тур. Mehmet Kurtuluş, нар. 27 квітня 1972, Ушак, Туреччина) — турецько-німецький актор, найбільш відомий своєю роботою з німецьким режисером Фатіхом Акіном.

## Життєпис та кар'єра
Куртулуш народився в Ушаку, Туреччина, і у віці 18 місяців переїхав до Німеччини, де виріс разом зі своїм братом Текіним у Зальцгіттері, Нижня Саксонія.
Виконав декілька другорядних телевізійних ролей в епізодах різних телевізійних шоу.
Працював у театрі до свого дебюту на великому екрані в головній ролі молодого турецького хлопчика Габріеля (фільм Фатіха Акіна «Kurz und schmerzlos» («Короткий різкий шок»)).
Актор також з'явився в успішному телевізійному міні-серіалі «Тунель» Роланда Сузо Ріхтера, де знімався разом з Хейно Ферхом і Ніколетт Кребіц. Доріс Дьоррі вибрала його для своєї секс-комедії «Голий».
Згодом повернувся до роботи на телебаченні з фільмом «Eine Liebe in Saigon» («Кохання в Сайгоні»), в якому знявся з люксембурзькою акторкою Дезіре Носбуш (був заручений з нею деякий час).
Куртулуш зіграв головну роль детектива в шести серіях культового німецького телесеріалу «Місце злочину». Пізніше він заявив, що працюватиме над міжнародними проєктами.
В 2014 році він зіграв разом із Семюелем Л. Джексоном і Реєм Стівенсоном у фінсько-британському бойовику «Велика гра».

## Фільмографія

### Фільми
- 1996: Getürkt (Короткометражний) — Ilami
- 1998: Короткий різкий удар (Kurz und schmerzlos) — Габріель
- 2000: У липні — Іс
- 2001: Тунель — Вітторіо «Вік» Кастанца
- 2001: Heart — Джем Руя
- 2001: Боран — Деніз Акім
- 2002: Оголений — Ділан
- 2002: Еквілібріум — координатор пошуку
- 2003: Абдулхаміт Дюшеркен — Сефік Бей
- 2004: Head-On (Gegen die Wand) — Barmann Istanbul
- 2004: Беззвучно — Sicherheitschef des Russen
- 2007: Pars: Kiraz operasyonu — Atilla Karahan
- 2009: Ваша — Артур
- 2010: Трансфер — Лаурін
- 2014: Велика гра- Хазар
- 2014: Голова, повна меду — доктор Холст
- 2015: Famous Five 4- Фарук
- 2015: 8 секунд — Самі
- 2016: Tereddüt — Cem / Sehnaz's Husband
- 2017: Schneeflöckchen — Feuer
- 2019: Леді Вінслі — Ферган
- 2019: Abikalypse — Mustis Vater

### Телебачення
- 1993: Adelheid und ihre Mörder — Hassan
- 1995: SK-Babies — Хакан Яссін
- 1995: Sterne des Südens — Selçuk
- 1996: Doppelter Einsatz — Хакан Яссін
- 2004: Кохання в Сайгоні — Сельчук
- 2007—2012: Таторт[7] — Дженк Бату / Джем Аслан
- 2015—2016: Величне століття. Нова володарка — Дервіш-паша
- 2018: Захисник — Мазхар Драгуша
- 2020—2022 роки : Вночі — Аяз Кобанбай

## Нагороди
- Міжнародний кінофестиваль у Локарно 1998: Найкращий актор у короткометражному фільмі «Гострий шок».
- Grimme-Preis 2001: Короткий різкий удар
- Grimme-Preis 2009: Tatort — Auf der Sonnenseite